# 黒川利雄

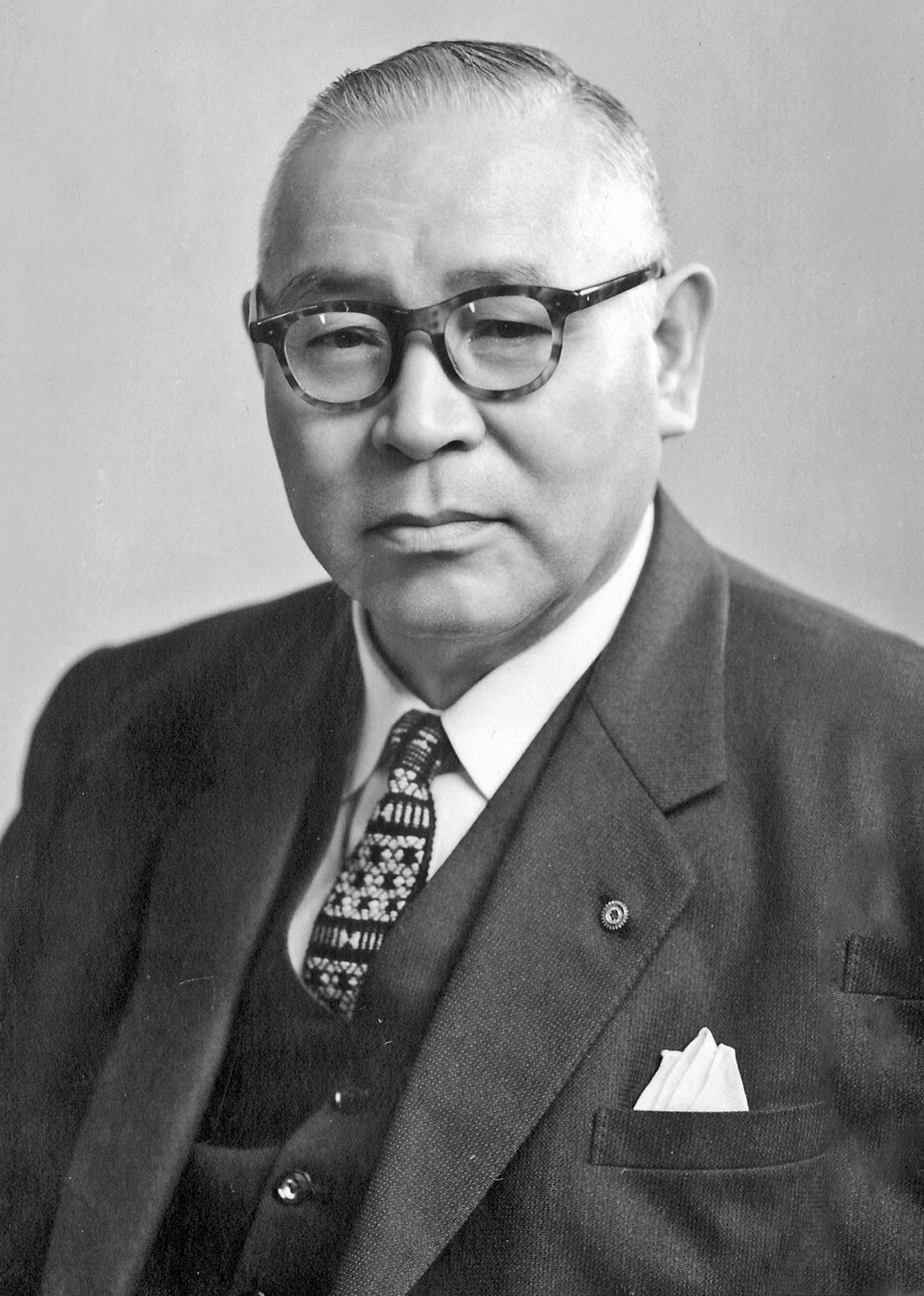
東北大学学長時代

黒川 利雄（くろかわ としお、1897年〈明治30年〉1月15日 - 1988年〈昭和63年〉2月21日）は、日本の内科学者、医学博士。東北大学医学部教授・学部長、同大学第10代総長。専門は内科学、消化器病学、臨床放射線学、特に消化管のレントゲン診断学。財団法人宮城県対がん協会を設立、日本初のがん集団検診（胃がん）を行った。正三位。勲一等瑞宝章。勲一等旭日大綬章。文化勲章受賞、文化功労者。日本学士院長。仙台市名誉市民。東京都名誉都民。北海道三笠市出身。東京で死去、享年91。子息に黒川雄二。

## 経歴
生い立ち
1897年1月15日、北海道空知郡三笠山村大字幾春別（現：三笠市幾春別町2丁目）で、福井県人黒川利三吉と熊本県人母ツネの5男3女の長男として誕生。幾春別尋常高等小学校高等科を卒業後、私立北海中学（現北海高校）に入学、1914年3月卒業。
旧制二高・医科大学入学。

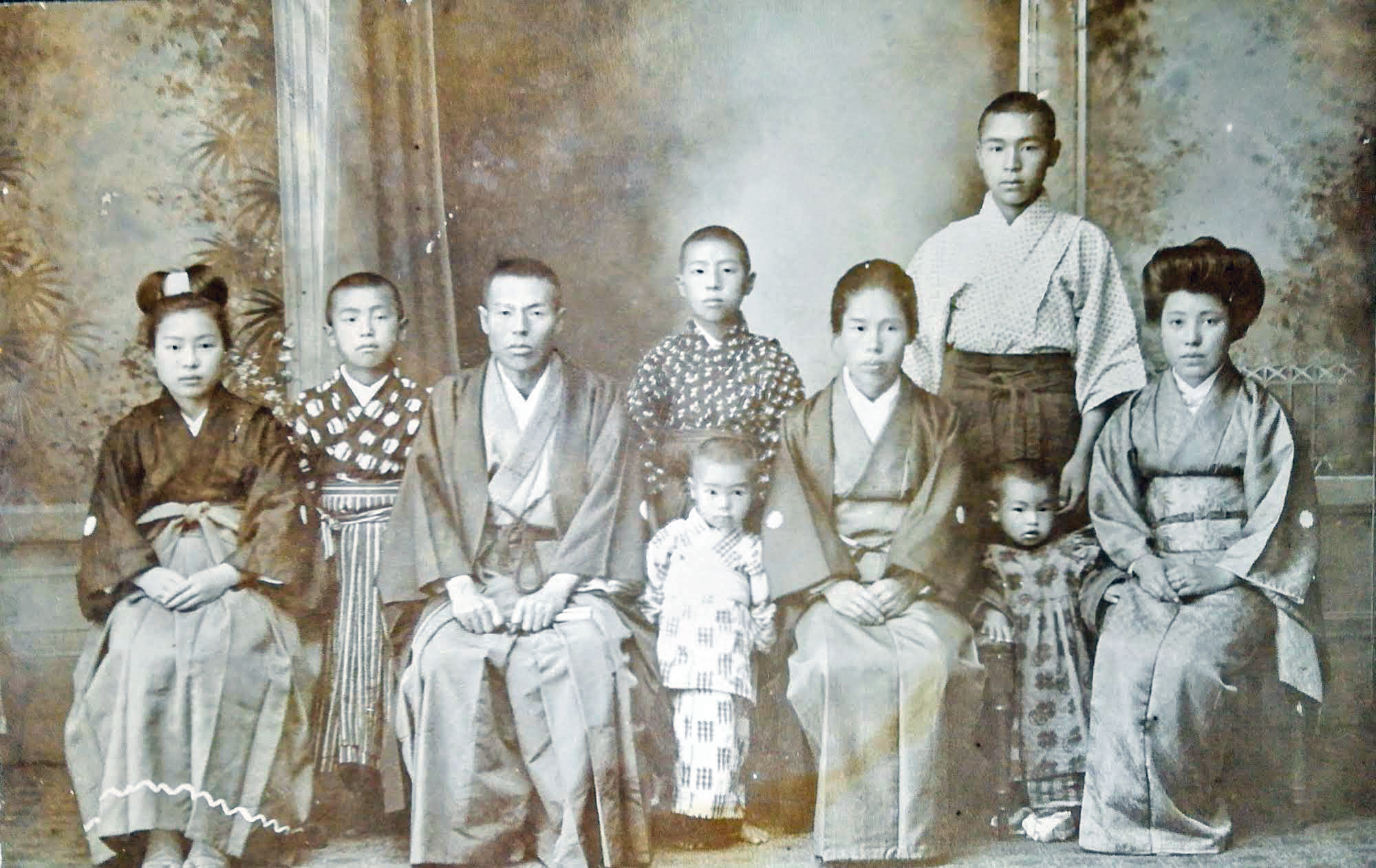
北海中学時代、後ろに立つのが黒川利雄

1914年9月、仙台の第二高等学校第三部医科に入学、浄土真宗道交会の道交寮入寮。同時期入寮生に、内山泰、比企能達、桂重鴻、古沢平作、渋沢敬三、三沢敬義など。1917年7月、東北帝国大学医科大学に入学、1922年7月卒業。
山川内科時代
卒業後直ちに副手として山川内科教室（山川章太郎教授）に入局。1923年の関東大震災時に、東北帝国大学医学部が上野に設置した救護班（班長、山川章太郎教授）に参加し救護活動を行った。1927年5月、東北帝国大学医学部助教授。学位授与（医学博士）、学位論文「糖質代謝の基礎的研究、ことに血中注入後の葡萄糖の運命」。1932年4月、内科学研究のため文部省官費留学生として渡独、ベルリン着。その後ハイデルベルク大学（薬理学ホイプナー教授）から、同年8月ウィーン大学（生化学フェルト教授）に移り、核酸に関する研究をしさらに同大学臨床放射線学（ホルツクネヒト教授）教室でプレッサー講師の指導により消化管レ線診断学を学ぶ。1934年7月帰国、直ちに消化管レ線診断法の改良に取り組み、瞬間狙撃撮影装置を試作、次いで連続狙撃撮影装置を完成。当時、胃がんの診断は専ら触診に基づいていたが、この装置によりレ線による診断を可能とした。1936年、山川教授との共著「消化管ノ レントゲン診断」を刊行。1939年、日本消化機学会総会で特別講演「レ線像ヨリ分類サルル胃癌ノ型ト其ノ臨床的特徴」を行う。
黒川内科時代
1941年3月、山川教授逝去により後任教授に選考され内科学第三講座（黒川内科教室）を主宰し、初代尚仁会（同窓会）会長に就任。1942年、日本内科学会総会、日本消化機病学会総会ならびに日本外科学会総会の合同宿題報告「胃及ビ十二指腸潰瘍ノ診断」を行う。1943年11月、汪兆銘（南京政府主席）夫人陳璧君に胃がんの疑いが生じ、陸軍省医務局の依頼で極秘裡に南京に出張、その際汪兆銘の糖尿病などについても診療を行った。1944年2月、背部銃弾摘出手術を行った汪兆銘に両側下肢の運動麻痺が生じ、再度南京に赴いた。名古屋帝大医学部外科斎藤眞教授と共に診察したが診断が確定できず、汪兆銘を名古屋帝大病院に移し詳細な再検査の結果、多発性骨髄腫と診断された。病状は悪化の一途をたどり同年11月10日に死去、その後南京に赴き葬儀に列席した。この間、延べ10ヶ月間、大学を離れて汪兆銘の診療に没頭し、その間の記録を約300枚（400字詰め原稿用紙換算）残している。1952年、約6ヶ月間、ロックフェラー財団招聘の医学教育視察団（草間良男団長ら6名）として米国、カナダの22大学で、アメリカ医学教育の現状を視察。1959年、1か月間、西ドイツ招聘の学術視察団（兼重寛九郎団長ら10名）として渡独し医学教育体制の現状を視察。
胃がん集団検診
1955年頃から、当時黒川内科在籍の西山正治、長谷川昭衛の協力を得て、胃がん集団検診用機器の製作に着手、1958年に「黒川・西山式がん診断狙撃装置」を作成した。同年8月に日本対がん協会が発足、翌月には都道府県として初の宮城県対がん協会が設立され初代会長に就任。1960年から、大学、医師会、自治体、経済界の協力を得て胃集団検診車「日立号」を用いた日本で最初の「宮城方式」胃がん集団検診を開始、その10年後、宮城県対がん協会は河北文化賞を受賞。
研究業績など
留学時から引き続き日本における消化管レ線診断学の発展に寄与、胃がん、胃潰瘍、十二指腸潰瘍、慢性腸重積症のレ線診断法を確立した。特に胃がんをレ線診断学的に4分類し、その臨床症状と手術適応及びその予後との関係を明らかにし、手術成績向上に貢献した。同時に、レ線診断に用いる造影剤、撮影装置・方法についても改良を加えた。その他、がん化学療法、糖尿病等に関する研究も行った。1963年、胃がんの研究に関する集大成を日本医学会総会特別講演「日本人の胃癌」として発表。黒川内科からは約20年間に多くの大学教授などが輩出した。。
東北大学学長時代
1948年から1953年まで医学部長二期を勤めた後、1957年、学長選挙により初の東北大学出身者として第10代東北大学学長に就任、学長任期を2期6年とする内規を定め、再選後、1963年退官した。その間、東北大学総合整備計画として、仙台市の「川内・青葉山地区キャンパス移動事業」を立案、開始した。川内地区に関しては、東北大学、宮城県（大沼康知事）、仙台市（島野武市長）の三者協議の結果、それぞれ33.9万平米 (48.6%)、24.1万平米 (34.5%)、2.2万平米 (3.2%) に分割された。東北大学創立50周年事業として、川内記念講堂と松下会館（松下幸之助寄贈）を建造した。一方、青葉山地区（200万平米）のほぼ半分（109万平米）は、既に農地として戦後入植した30戸の開拓者に使用されており、青葉山開拓地解放推進委員会による反対運動が生じ紛糾したが、学長として自ら農家への長期間に渡る説得活動を続けた結果、約2年後に宮城県の斡旋により立ち退きが終わり、東北大学総合整備計画が完了した。
癌研院長時代

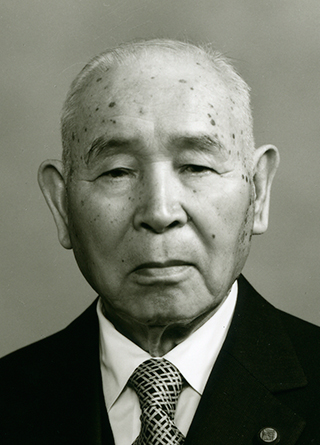
日本学士院院長時

1963年、（財）癌研究会癌研究所所長吉田富三の要請を受け、当時大塚にあった癌研付属病院院長に就任、その後名誉院長として91歳で急逝するまで週二回の外来、回診などを継続した。対外的には、日米医学交流のため、日米科学協力事業（池田・ケネディ会談に基づく）委員会医学部門委員長及び日米医学協力委員会（佐藤・ジョンソン会談に基づく）委員長として度々渡米した。日中医学交流では、日中医学協会会長として、日本医学友好代表団団長、日本医学学術代表団団長として訪中した。国内では、各省庁の委員等を数多く勤めた。文部省では、日本学士院会員に選ばれ、その後第19代学士院長 (1986-88) に就任。田中角榮内閣による「一県一医大構想」において、医科大学・医学部72校設置調査会議長としてその実現に貢献。厚生省では、医療審議会会長、医道審議会会長、中央薬事審議会委員等を勤めた。東京都では、東京都公安委員会委員を15年間務め、名誉都民に選出された。旧制高校への憧憬が強く、旧制二高同窓会尚志会会長を務めた。1987年9月敬老の日にNHKから「百歳までフロンテｲア精神で」が放映された。
1988年2月21日午後6時12分、急性心不全のため、三鷹市の杏林大学付属病院にて急逝、享年91。。没後、正三位、三笠市名誉市民称号追贈。1989年、（公財）宮城県対がん協会に「黒川利雄がん研究基金」創設。1991年、宮城県対がん協会および三笠市立博物館に「黒川利雄記念室」開設。

## 略年譜
- 1922年（大正11年）東北帝国大学医科大学卒業、山川内科入局
- 1930年（昭和5年）ウィーン大学で、消化管レ線診断学研鑽
- 1941年（昭和16年）東北帝国大学医学部教授、内科学第3講座（黒川内科）担当
- 1943年（昭和18年）汪兆銘（汪精衛）主席治療のため、中華民国（南京国民政府）出張
- 1944年（昭和19年）名古屋帝大病院で汪兆銘を診療
- 1948年（昭和23年）東北大学医学部長。東北大学同窓会長
- 1954年（昭和29年）日本学術会議委員
- 1957年（昭和32年）東北大学学長（第10代）
- 1958年（昭和33年）（財）宮城県対がん協会会長（初代）。日本内科学会総会会長。日本消化器病学会会長。
- 1961年（昭和36年）日米医学協力事業医学部門委員長。日本癌学会総会会長
- 1963年（昭和38年）東北大学学長退官、東北大学名誉教授、（財）癌研究会付属病院長
- 1964年（昭和39年）仙台市名誉市民[25]
- 1965年（昭和40年）日本学士院会員。日米医学協力委員会委員長
- 1967年（昭和42年）講書始の儀、「胃ガンについて」ご進講。勲一等瑞宝章
- 1968年（昭和43年）文化勲章、文化功労者
- 1972年（昭和47年）宮城県県政功労者
- 1973年（昭和48年）（財）癌研究会付属病院名誉院長。東京都公安委員
- 1974年（昭和49年）勲一等旭日大綬章。医道審議会会長
- 1976年（昭和51年）尚志会（旧制第二高等学校同窓会）会長
- 1983年（昭和58年）東京都名誉都民[26]
- 1985年（昭和60年）財団法人日中医学協会会長
- 1986年（昭和61年）日本学士院長
- 1988年（昭和63年）正三位追贈

## エピソード・語録
出典:
- 座右の銘。「山上在山山又山；（山上に山あり山また山」（北海中学浅羽靖校長）。「愚公移山」、「大珠小珠落玉盤」（東北大学山川章太郎教授）。「夕日の西に沈むとき、今日はあだとの恨みなく」、「此のことさえも過ぎてゆく」（土井晩翠）。「富士詣で箱根は知らず知らず越し」（米田和一；歴史家）。「金玉富にあらず」（長與專齋）。「不惜身命、但惜無上道」（朝比奈宗源）。「善人なをもて往生をとぐ、いはんや悪人をや」（親鸞、歎異抄）
- 医師になった動機は、母と姉を結核で失ったことで患者の「慰め手」になりたいと思ったこと
- 東京帝國大学医科大学を受験するよう周囲から薦められたが、桂重鴻の強い説得により、東北帝国大学医科大学に決め入学した[27]
- 木下杢太郎の胃潰瘍治療の主治医を勤めたことが、「木下杢太郎日記」に記されている[28][29]
- 胃がん集団検診を始めるに当たって、「マホメットは山よ来たれと言って山を近づけたが、我々は山を近づける訳には行かないので、自ら出かけるのだ」と語っている[30]
- 黒川内科出身者を終生決して「弟子」という呼び方はせず、親鸞聖人に倣い常に「同門・同学の士・徒」と呼んでいた
- 寒い場合の診察時には、ポケットに懐炉を入れておき手を温めてから触診していた
- 臨床家にとって、剖検台上の死体が最大の教師である[31]
- 「鶴の足、長しと言えどもこれを切らば、悲しまん」、即ち、癌治療の究極のかたちは、薬物治療である
- 癌という病気は、無症状である。従って、胃がん集団検診が必要である
- 病気を診ることより、患者を診ることが大事だ
- 患者を診るときには、自分の家族だと思って診療するべきである
- 大学生への訓示などで、「金縷の衣は再び得べし、青春は再び得べからず」、「教育というものは、教わったことが全て忘れ去られた後に残るものだ」と述べている
- 尊敬する人物として、フレミング、シュヴァイツァーを屡々取り上げている
- もし私が同じ話を三度も繰り返すことがあれば、公職の全てを辞退する
- 1897年(19世紀）生まれなので、「何とか2001年まで生きて、3世紀に渡って生き延びたい」と晩年よく語っていた

## 単著・共著一覧
1. 「消化管ノ レントゲン診断」山川章太郎・黒川利雄 金原書店 1936
2. 「模範看護学 上中下」黒川利雄 南山堂 1937
3. 「レントゲン学的にみた胃ガン診断」山川章太郎・黒川利雄 克誠堂出版 1939
4. 「消化管のレントゲン診断」黒川利雄 中山書店 1949
5. 「下痢と便秘」黒川利雄等 診断と治療社 1955
6. 「レ線像による消化管診断集成 上・下巻」黒川利雄 中山書店 1956
7. 「臨床病態生理学大系」黒川利雄、荒木千里、久留勝、吉田富三監修 中山書店 1957-58
8. 「消化器の臨床」黒川利雄 医歯薬出版 1958
9. 「消化器癌、医学シンポジウム第23集」黒川利雄 診断と治療社 1958
10. 「現代内科学大系」黒川利雄、沖中重雄、田坂定孝監修 中山書店 1959-69
11. 「消化器病学」黒川利雄 南山堂 1959
12. 「肝臓をめぐる最近の諸問題」黒川利雄 文理図書出版社 1960
13. 「生誕百年記念 晩翠先生と夫人 資料と思い出」黒川利雄編 私家版 1961
14. 「現代診断・検査法大系」黒川利雄 上田英雄監修中山書店 1962-77
15. 「理学的診断の要点」黒川利雄等 診断と治療社 1963
16. 「新陳代謝疾患の治療並びに適応処方」黒川利雄、増田久之 金原出版 1964
17. 「新しい診療（1965年版）」黒川利雄、武藤完雄監修 金原出版 1965
18. 「早期胃癌診断集成」黒川利雄、梶谷珠貴、太田邦夫 中山書店 1966
19. 「Carcinoma of the Stomach in Early Phase」 Kurokawa T., Kajitani T., & Oota K. Nakayama Pub .Co. Ltd., 1967
20. 「晩翠先生校歌集」黒川利雄私家版 1967
21. 「胃と胃ガンを語る」黒川利雄 主婦の友社 1969
22. 「ガンを語る」黒川利雄 民主教育協会 1969
23. 「晩翠先生と夫人」黒川利雄私家版 1971
24. 「わかりやすいガンのはなし」黒川利雄、古江尚 同文書院 1972
25. 「医聖名言集」黒川利雄、小川鼎三、高橋功 メジカルビュー社 1973
26. 「現代診断検査法大系 主要症候鑑別」黒川利雄 中山書店 1973
27. 「汪精衛氏を想う」黒川利雄 学士会会報 1973
28. 「X線像による消化管診断学」黒川利雄、山形敞一、増田久之 中山書店 1977
29. 「長生きしよう」黒川利雄（株）マルホ 1978
30. 「中年からの健康管理」黒川利雄 にっかん書房 1980
31. 「消化器疾患の治療薬剤」黒川利雄監修 クリニックマガジン 1981
32. 「がん制圧のとき」黒川利雄 産報出版 1981
33. 「癌の研究」黒川利雄監修 同文書院 1983
34. 「よくわかる脳死・臓器移植一問一答」黒川利雄監修 合同出版 1985
35. 「わかりやすいガン教室―正しい知識と予防・治療のすべて」黒川利雄 同文書院 1987
36. 「現代病理学大系1 病理学序説；疾病とは」黒川利雄 飯島宗一編 中山書店 1995

## 関連資料；東北大学・宮城県対がん協会関連
1. 「山川先生追悼録」山川内科同窓会 1941
2. 「消化器病臨床のために 黒川利雄教授記念論文集」黒川教授退官記念会 昭学社 1964
3. 「尚仁会誌 16 黒川教授退官記念特集号」尚仁会 1965
4. 「十年の歩み」宮城県対がん協会 1968
5. 「黒川利雄 その人と思想」松岡英宗編（社）生命科学振興会 1975
6. 「ともしび求めて ガンとの戦い」河北新報社編集局報道部 河北新報社 1976[注釈 23]
7. 「消化管多方向撮影の基礎と実際」西山正治 新興医学出版社 1977
8. 「山上に山あり 医道62年 黒川利雄自伝」河北新報社 1979
9. 「艮陵百十年」東北大学医学部同窓会 1983
10. 「艮陵の教授たち 東北大学における医学教育の源流」桜井実 金原出版 1986[注釈 24]
11. 「宮城のお医者さん」読売新聞社東北総局編 宝文堂 1986
12. 「第二高等学校尚志同窓会；黒川会長追悼特集号」尚志会報 第33号 1988
13. 「黒川利雄先生追悼集」尚仁会（東北大学医学部第三内科同窓会）編 1988
14. 「いのち尊し 創立30周年記念誌」（財）宮城県対がん協会 1988
15. 「がんけん」財団法人癌研究会 No.2 1988
16. 「いのち尊し 黒川利雄先生の生涯」NHK・東京尚仁会編 VHSビデオ カラー90分 1990
17. 「黒川利雄先生 追悼特集号」道交 第7号 財団法人道交会 1990
18. 「仙台市名誉市民事績書」仙台市 1995
19. 「艮陵同窓会百二十年史」東北大学医学部艮陵同窓会 1998
20. 「慈心妙手 黒川利雄先生のご業績 その回顧と現代における意義」黒川利雄先生業績集編纂委員会編 中山書店 1999
21. 「春華秋実 糖尿病と消化器病」豊田隆謙 私家版 2000
22. 「山嶺は彼方に」真田松郎 私家版 2001[注釈 25]
23. [木下杢太郎日記から}黒川雄二 尚仁会誌 2001
24. 「随処に主となる」神津康雄 国書刊行会 2006[注釈 26]
25. 「東北大学創立100周年記念事業 東北大学100年 学び究めて」河北新報社編 東北大学出版会 2008
26. 「東北大学入学式告辞 昭和36・38年度」CD 東北大学史料館 2008
27. 「東北大学卒業式告辞 昭和33・34年度」CD 東北大学史料館 2008
28. 「東北大学記念講堂落成式式辞 昭和35年10月」CD 東北大学史料館 2008
29. 「がんと闘って 創立50周年記念誌」財団法人 宮城県対がん協会 2008
30. 「東北大学100年 学び究めて」東北大学創立100周年記念事業東北大学出版会 河北新報社編著 2008
31. 「胃集団検診を始めた男たち」長谷川昭衛 私家版 2012[注釈 27]
32. 「東北大学病院100年 第1部 医師団 日本初がん集団検診」読売新聞宮城版 2015.7
33. 「黒川さん」新谷史明[注釈 28]艮陵同窓会会誌[注釈 29]14号 2016
34. 「東北大学をつくったひとびと 黒川利雄」豊田隆謙 東北大学広報誌 まなびの杜 2017
35. 「人間の好時節」石岡国春 艮陵同窓会会誌 東北大学医学部 第16号 2018[注釈 30]
36. 「田舎の開業医3代」大里祐一 New Medical Essay 私と医療 2020[注釈 31]

## 関連資料；その他
1. 「三笠山大観 皇紀二千六百年版」由良新聞 1939
2. 「日本名醫傳」杉村顕道 1953
3. 「徳川夢声対談集 問答有用第12巻」朝日新聞社 1961
4. 「日本の名医」永松正夫 ぺりかん社 1964
5. 「誤診百話 第三巻」杏文堂 1965
6. 「苦心した診断体験集」佐々簾平[注釈 32]編 南山堂 1965
7. 「NHK放送 人生読本 1」国民思想社 1966[注釈 33]
8. 「カイコだけが絹を吐く」扇谷正造 雷鳥社 1970
9. 「医学を考える」水野肇 潮出版社 1972
10. 「天は東北」河北新報社編 1977
11. 「水野肇対談集 明日の医学」水野肇 クリニックマガジン 1978
12. 「荒城の月 私記」大泉きよ 宝文堂 1979
13. {木下杢太郎日記]第三巻 岩波書店 1980
14. 「胃を切った人の養生学」熊谷洋 三洋パブリケーション 1981
15. 「わが師わた友」高橋功 玉川大学出版部 1982
16. 「日本の名医たち」水野肇 新潮社 1983
17. 「名誉都民小伝」東京都生活文化局 1984
18. 「旧制中学物語 さっぽろ文庫30」札幌市教育委員会 1984
19. 「続々遍歴」桂重鴻 日本医事新報社 1984
20. 「生涯現役」梅田幸雄 協和企画 1985[注釈 34]
21. 「対談 いのちと心」日野原重明 中央法規 1987
22. 「21世紀への直言 地球人にとどけ尚志のこころ」二高尚志同窓会 講談社 1987[注釈 35]
23. 「長寿のこころ」社団法人エイジング研究センター ぎょうせい 1988[注釈 36]
24. 「癌研究会七十五年史」財団法人癌研究会 1989
25. 「我は苦難の道を行く 汪兆銘の真実」下巻 上坂冬子 講談社 1999
26. 「一語一会」保坂正康 清流出版 2000[注釈 37]
27. 「戦い好まば国亡び戦い忘れなば国危うし」三浦朱門編 光文社 2001[注釈 38]
28. 「続 新三笠市史」三笠市史編纂委員会 三笠市 2001
29. 「吉田富三先生 人とその思想」吉田富三生誕100年記念事業委員会 2003
30. 「癌研究会百年史」財団法人癌研究会 2008
31. 「昭和の名医15人 現代につなぐ医の心」水野肇 リベルタス・クレオ 2010[注釈 39]
32. 「吉田富三先生の想い出」菅野晴夫 吉田富三顕彰会 2016